# 臺灣時報
《臺灣時報》，簡稱《臺時》，為台灣的綜合性日報，創立於1971年8月25日，吳基福為首任董事長，夏曉華為首任發行人，總社位於高雄市，與《民眾日報》、《台灣新聞報》並稱「南臺灣三大報」，口號是「無黨派，獨立報」。目前董事長為王明仁，社長為林世英，前董事長王玉發為榮譽董事長。

## 歷史
1946年，《臺灣時報》的前身《東臺日報》在花蓮縣創辦，發行人為陳篤光。1947年3月4日，《東臺日報》發行日文版專刊報導「新華民國」；不久，《東臺日報》改由花蓮縣議員吳萬恭接任發行人，仍以民營報社型態獨資經營。1964年3月16日，《東臺日報》總社遷往彰化縣，更名《中興日報》。1965年，《中興日報》改名《臺灣日報》；夏曉華收購經營後改名《臺灣晚報》，唐隸接任發行人，在彰化縣員林鎮印報，在彰化市發行。1971年2月間，《臺灣晚報》向中華民國內政部申請變更登記核准後，於3月底召開發起人會議。1971年4月5日，《臺灣晚報》在高雄市成立「臺灣時報籌備處」，同時租下高雄市前金區中正四路167號一棟五層大樓，正式展開遷移高雄的籌備工作。1971年6月18日，臺灣時報籌備處首次召開股東大會，通過《台灣時報社股份有限公司章程》，選舉董、監事組成《臺灣時報》第一屆董事會，推選吳基福為首任董事長，聘夏曉華為首任發行人。1971年8月25日，《臺灣時報》創刊。
1972年9月，《臺灣時報》在今高雄市鳳山區中山西路380號興建印報廠。1973年2月，《臺灣時報》鳳山印報廠第一期工程完成。1976年6月1日，《臺灣時報》鳳山印報廠落成，同時啟用東京機械製作所（Tokyo Kikai Seisakusho）製造的高速彩色輪轉機，全部改以照相製版印報。1979年12月10日，高雄市發生美麗島事件，地點在當時《臺灣時報》已購置且正在重新裝修的「臺灣時報總社」（高雄市新興區中山一路110號）旁，《臺灣時報》率先刊登兩幀憲警與民眾暴力衝突的照片。
1980年11月3日，《臺灣時報》轉投資的姐妹報《遠東時報》在美國舊金山創刊。1982年5月1日，《遠東時報》爆發財務危機，波及《臺灣時報》；《臺灣時報》董事會改組，公推常務董事王玉發接任董事長。1986年8月25日，《臺灣時報》15週年社慶，同時落成啟用「臺灣時報總社」。

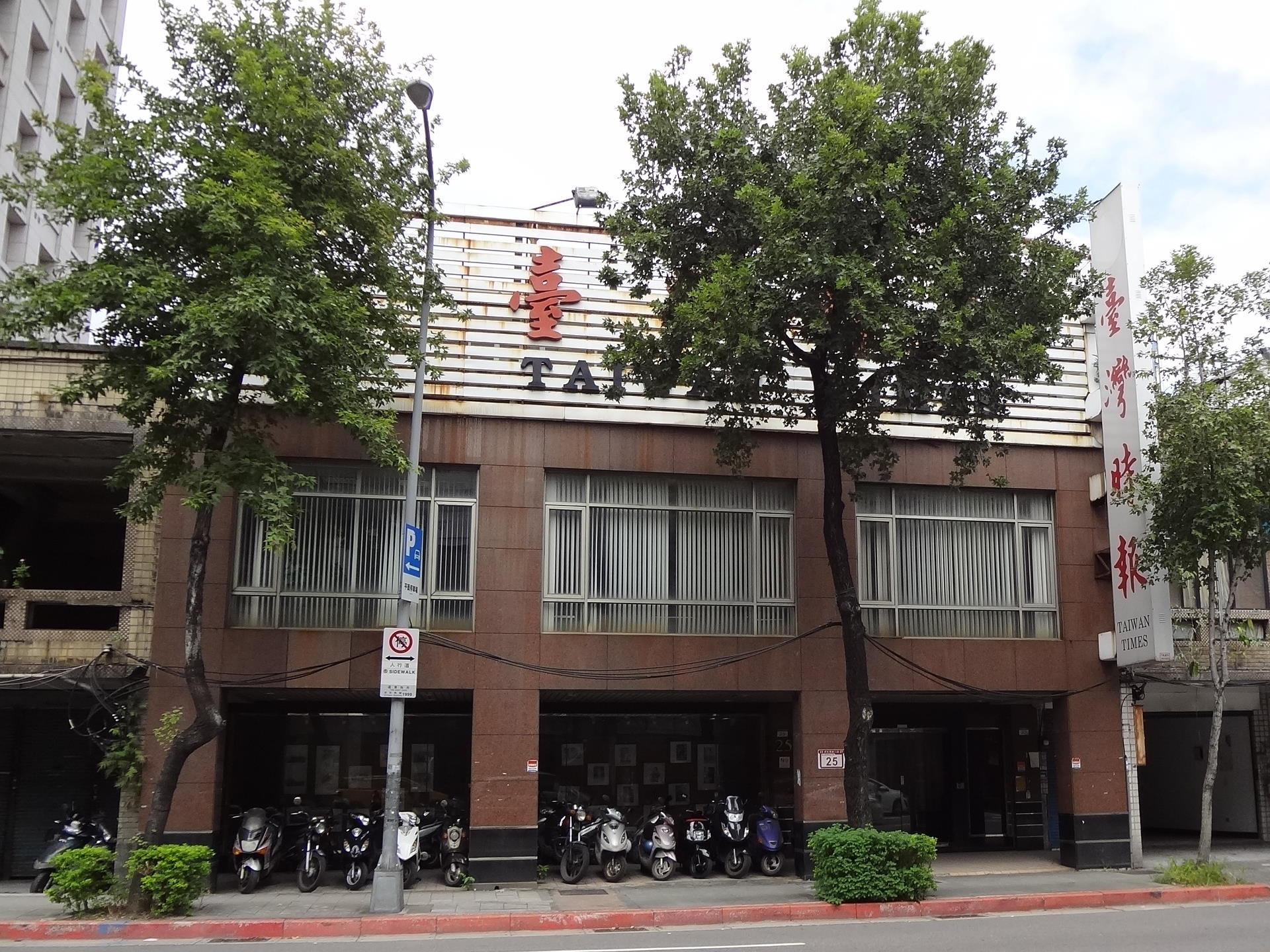
《臺灣時報》台北辦事處

1988年初，《臺灣時報》在高楠公路旁購地興建三層樓高、佔地3500坪、建地700坪的高雄印報廠。1989年6月28日，《臺灣時報》高雄印報廠（高雄市仁武區高楠公路32號）落成啟用。1989年10月底，《臺灣時報》在臺北縣五股工業區內興建佔地1200坪的台北印報廠（新北市五股區五權五路37號）落成啟用。
1990年9月12日，《臺灣時報》股票公開發行。1997年，《臺灣時報》啟用電腦檢字排版系統。2000年8月31日，《臺灣時報》採用啟旋系統（AWT System）的排版系統，全面完成電腦化建制。2000年11月，《臺灣時報》改為全彩印刷，是全國第一份從新聞標題到圖片都是彩色印刷的報紙。2002年4月19日，因應《公司法》第156條修正，《臺灣時報》董事會決議撤銷股票公開發行。
2007年7月1日，前台灣團結聯盟（台聯）黨主席蘇進強接任《臺灣時報》社長兼總編輯，他上任後便向《臺灣時報》員工強調，儘管他曾任台聯黨主席，但他不會將《臺灣時報》變成「台聯報」，《臺灣時報》仍然會以無黨無派、就事論事的立場來處理新聞。2008年10月31日，蘇進強以個人生涯規畫為由辭任《臺灣時報》社長，副社長林世英暫代社長。

## 個人觀點

### 陳茂雄的說法
2013年8月21日，《臺灣時報》專論作者之一、國立中山大學退休教授、前建國黨決策委員陳茂雄在其回覆台灣教授協會會長呂忠津的電子郵件中說：「《臺灣時報》的社論一致性的偏向獨派，專論的作家也如此；若沒有開一個窗口表達『公正性』，其角色就是『小《自由時報》』，與《中央日報》一樣，完全沒有公信力。若是為了閱報率，當然要佔據藍綠兩個極端的其中一端；若要建立公信力，就要表達一下『公正』。所以每週刊登一篇中國國民黨智庫的文章，它是刻意安排的；所以會如此，是不願意扮演《中央日報》的角色。」

## 外部連結
- 臺灣時報電子報 （页面存档备份，存于）